# Pedro Stetsiuk
Pedro Stetsiuk (7 de novembro de 1980, em Lviv, Ucrânia Soviética) é um levantador de peso olímpico ucraniano nacionalizado argentino e medalhista de prata nos Jogos Pan-Americanos de 2007 na categoria até 105 kg.
Nos Jogos Pan-Americanos de 2007, Pedro Stetsiuk levantou 160 kg no arranque e 180 kg no arremesso, 340 kg no total combinado.
QUADRO DE RESULTADOS
| Ano  | Competição                             | Classe de peso | Marca (kg)    | Pos. | Ref.  |
| ---- | -------------------------------------- | -------------- | ------------- | ---- | ----- |
| 2007 | Jogos Pan-Americanos no Rio de Janeiro | –105 kg        | 340 (160+180) | 2    | [ 3 ] |
| 2008 | Campeonato Pan-Americano em Callao     | –105 kg        | 337 (155+182) | 4.   | [ 2 ] |
| 2009 | Campeonato Pan-Americano em Chicago    | –105 kg        | Sem marca     | –    | [ 4 ] |
| 2011 | Jogos Pan-Americanos em Guadalajara    | –105 kg        | 338 (158+180) | 7.   | [ 2 ] |